# Mary Ellen Mark
Mary Ellen Mark (Philadelphia, 20 maart 1940 – New York, 25 mei 2015) was een Amerikaanse fotografe, bekend om haar fotojournalistiek, portretten, en reclamefotografie. 
Er werden 16 collecties van haar werk gepubliceerd dat ook werd tentoongesteld in galeries en musea over de hele wereld. Ze heeft talrijke onderscheidingen ontvangen, waaronder drie Robert F. Kennedy Journalism Awards en drie beurzen van de National Endowment for the Arts.
In haar werk komen maatschappelijke problemen aan bod zoals dakloosheid, eenzaamheid, verslaving en prostitutie. Ze fotografeerde voornamelijk in zwart-wit. Mark publiceerde in totaal 17 fotoboeken en droeg bij aan onder meer Life, Rolling Stone, The New Yorker en Vanity Fair.
In 1992 werkte ze mee aan de film "American Heart" met onder meer Jeff Bridges in de hoofdrol.
Ze overleed op 75-jarige leeftijd in New York.
- Bibsys: 90385149
- Bibliothèque nationale de France: cb12327098m (data)
- CiNii: DA13325085
- Gemeinsame Normdatei: 119073609
- International Standard Name Identifier: 0000 0001 0938 9460
- Library of Congress Control Number: n79023044
- Nationale Bibliotheek van Letland: 000219674
- MusicBrainz: 55e2fbab-17c8-4db8-83a2-e869eb0d2a1b
- Bibliotheek van het Japanse parlement: 00471067
- Nationale Bibliotheek van Tsjechië: js20050523014
- Nationale bibliotheek van Australië: 35328191
- Nationale Bibliotheek van Israël: 987007585189805171
- Nederlandse Thesaurus van Auteursnamen: 085027103
- PIC: 2014
- Réseau des bibliothèques de Suisse occidentale: 02-A003562790
- RKD-Nederlands Instituut voor Kunstgeschiedenis: 377422
- LIBRIS: 318842
- SNAC: w6mh8cks
- Système universitaire de documentation: 032192827
- Museum of New Zealand Te Papa Tongarewa: 5113
- Trove: 913267
- Union List of Artist Names: 500083984
- Virtual International Authority File: 117510468
- WorldCat: E39PBJpyqb7pWbFtTfBD6ftBT3